# Gerfried
Der heilige Gerfried, auch Gerfrid († 12. September 839 in Münster) war der zweite Bischof von Münster und der dritte Abt der Klöster Werden und Helmstedt. Gerfried, dessen Name „der mit dem Speer Schützende“ bedeutet, war ein Neffe von Liudger. Er stammte aus dem Geschlecht der Grafen von Nottich. Nach dem Tode Liudgers im Jahre 809 wurde er als dessen Nachfolger zum Bischof von Münster ernannt. Im Jahre 827 übernahm er die Leitung des Klosters Werden nach dem Tod seines Vorgängers Hildegrims I. Zusammen mit 36 anderen Bischöfen nahm er im Jahre 836 an einem durch Kaiser Ludwigs des Frommen in Aachen einberufenen Reformkonzil teil. Nach seinem Tode am 12. September 839 wurden seine sterblichen Überreste in der Krypta des Klosters Werden beigesetzt.